# Marmosops juninensis
Marmosops juninensis är en pungdjursart som först beskrevs av George Henry Hamilton Tate 1931. Marmosops juninensis ingår i släktet Marmosops och familjen pungråttor. IUCN kategoriserar arten globalt som sårbar. Inga underarter finns listade.
Pungdjuret förekommer i Perus centrala bergstrakter mellan 1 400 och 2 200 meter över havet. Arten vistas i skogar.